# Blendung (Purwodadi)
Blendung is een bestuurslaag in het regentschap Purworejo van de provincie Midden-Java, Indonesië. Blendung telt 414 inwoners (volkstelling 2010).